# Sankt Görans katedral, Beirut
Sankt Georg-katedralen är en grekisk-ortodox katedral belgen i staden Beiruts citydistrikt i Libanon.
Katedralen är den äldsta kristna kyrkan i bruk i Libanon och är helgad åt Beiruts skyddshelgon, Sankt Göran.

## Historia
Den nuvarande kyrkobyggnaden färdigställdes 1767 efter att en tidigare katedral från 1600-talet på samma plats hade förstörts i en jordbävning 1756. Byggnaden skadades svårt under det libanesiska inbördeskriget 1975-90 liksom resten av Beiruts citydistrikt (Centre Ville) som låg längs den gröna linjen som delade Beirut under kriget.
Efter en renovering öppnade kyrkan igen år 2000.

## Inventarier
Inne i katedralen finns en antik och förgylld ikon som föreställer Sankt Göran vilket har gjort kyrkan till ett pilgrimsmål för kristna från flera olika riktningar såväl som för vissa muslimer.